# 羅塞林
貢比涅的羅塞林（拉丁語：Roscellinus Compendiensis，1050年—1125年），又譯為絡瑟林、洛色林、若瑟林，法國貢比涅人，中古歐洲經院哲學家，神學家，是唯名論的建立者。

## 生平
對於羅塞林的生平，後世所知並不多。他是一名修士，曾在蘇瓦松與漢斯學習。因為受到沙特爾主教座堂的吸引，到達貢比涅，並加入當地的修道會。在1087年前後，開始在貢比涅教授拉丁文學及神學。他與蘭弗朗克、安瑟倫曾有過接觸。後世對他的生平了解不多，主要根據安瑟倫與彼得·阿伯拉著作記錄中，才能了解他的思想。
因為他的唯名論立場，1092年索松主教會議上，曾經被指控違反三一神論。羅塞林主張，聖父、聖靈、聖子為不同個體，擁有不同的獨立心智（拉丁語：tres res），因此三一神論不可能成立。這個主張被安瑟倫駁斥，並指控羅塞林為三神論者。
羅賽林曾向學者約翰學習辯證法，他的基本觀點是：邏輯是關於聲音的巧妙技藝。他認為真實只存在於個別事物，詞語則只是用來指代這些個別事物。他的觀點是唯名論，認為所有字只是個別事物的名稱，不表示實在。
他的唯名論，解釋三位一體: 聖父、聖子、聖靈是三位神的名稱，並不表示「共同實質或實體」。
他認為若類與個體皆存，個體有類存在，則上帝三位一體亦只為一存在；如子有肉身，父與聖靈亦有肉身，故為三個有形的神。」
他聲稱三位一體觀點與弗朗克和安瑟爾謨相同；但安瑟爾謨寫《關于肉身化的信》反駁他，指出羅賽林錯誤在於以感覺印象為理解基礎，缺乏掌握抽象概念和區別顏色與事物能力，認為世界需要普遍原則連結個別事物；安瑟爾謨指稱羅賽林是辯證法的代表，無法理解人類統一性，更不理解上帝三位一體，被指為異端。這種爭論是唯名論與實在論的較量。羅賽林認為共相只有聲音，安瑟爾謨則看共相為柏拉圖主義。